# Kernersville
Kernersville è una città degli Stati Uniti d'America, situata tra le contee di Forsyth e Guilford nello Stato della Carolina del Nord.